# Llavea cordifolia
Llavea cordifolia là một loài thực vật có mạch trong họ Adiantaceae. Loài này được Lag. miêu tả khoa học đầu tiên năm 1816.

## Hình ảnh

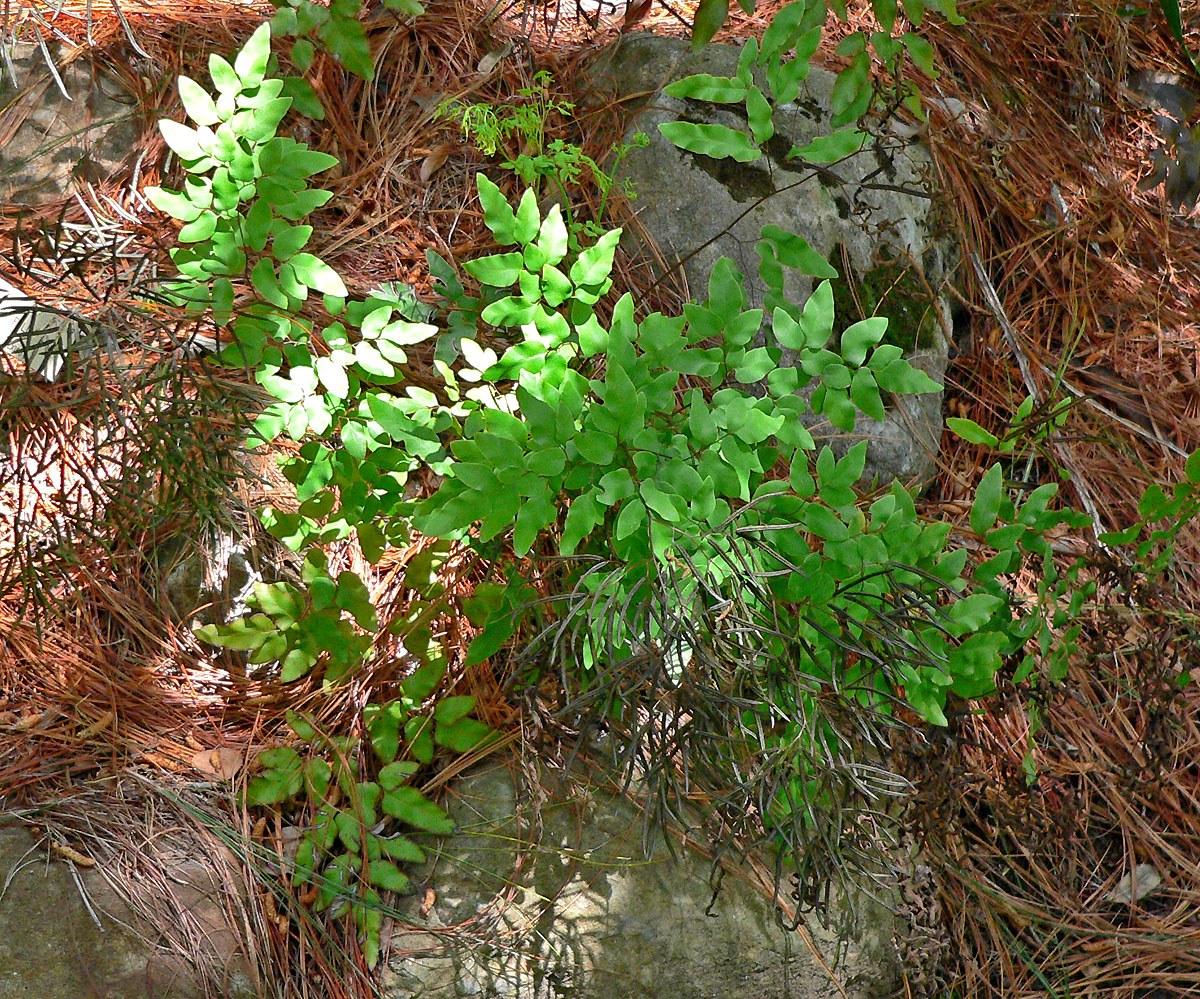
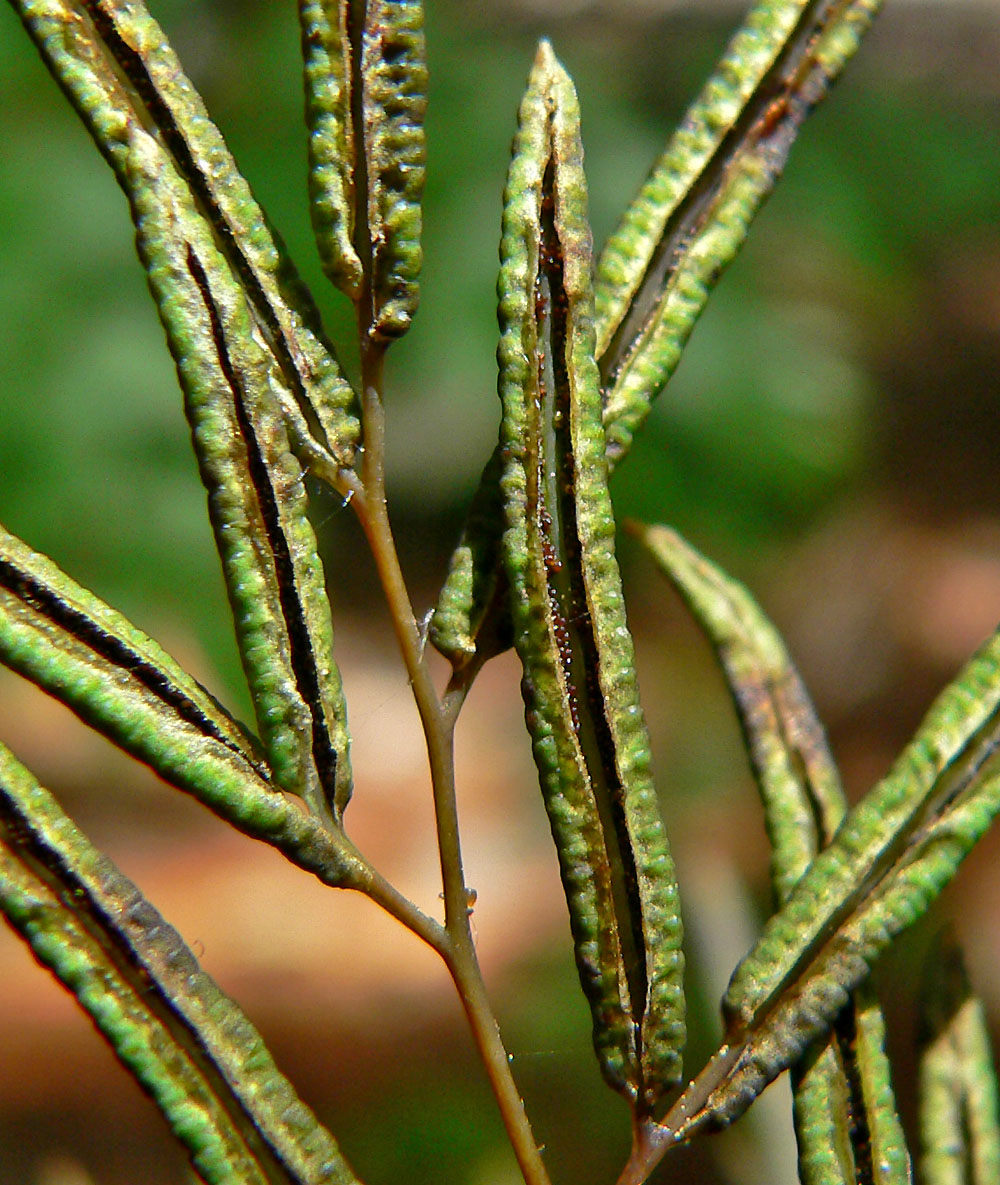
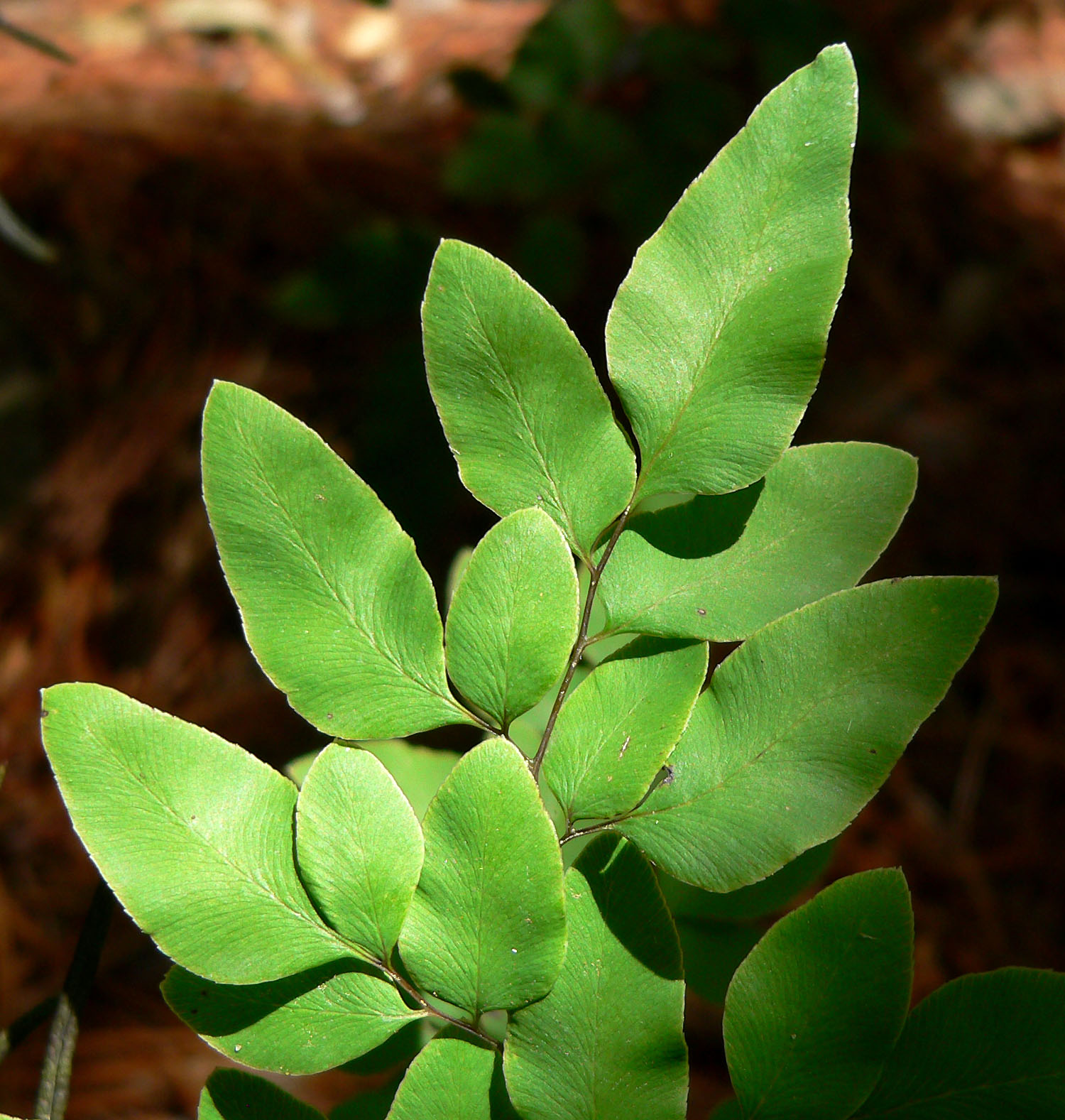
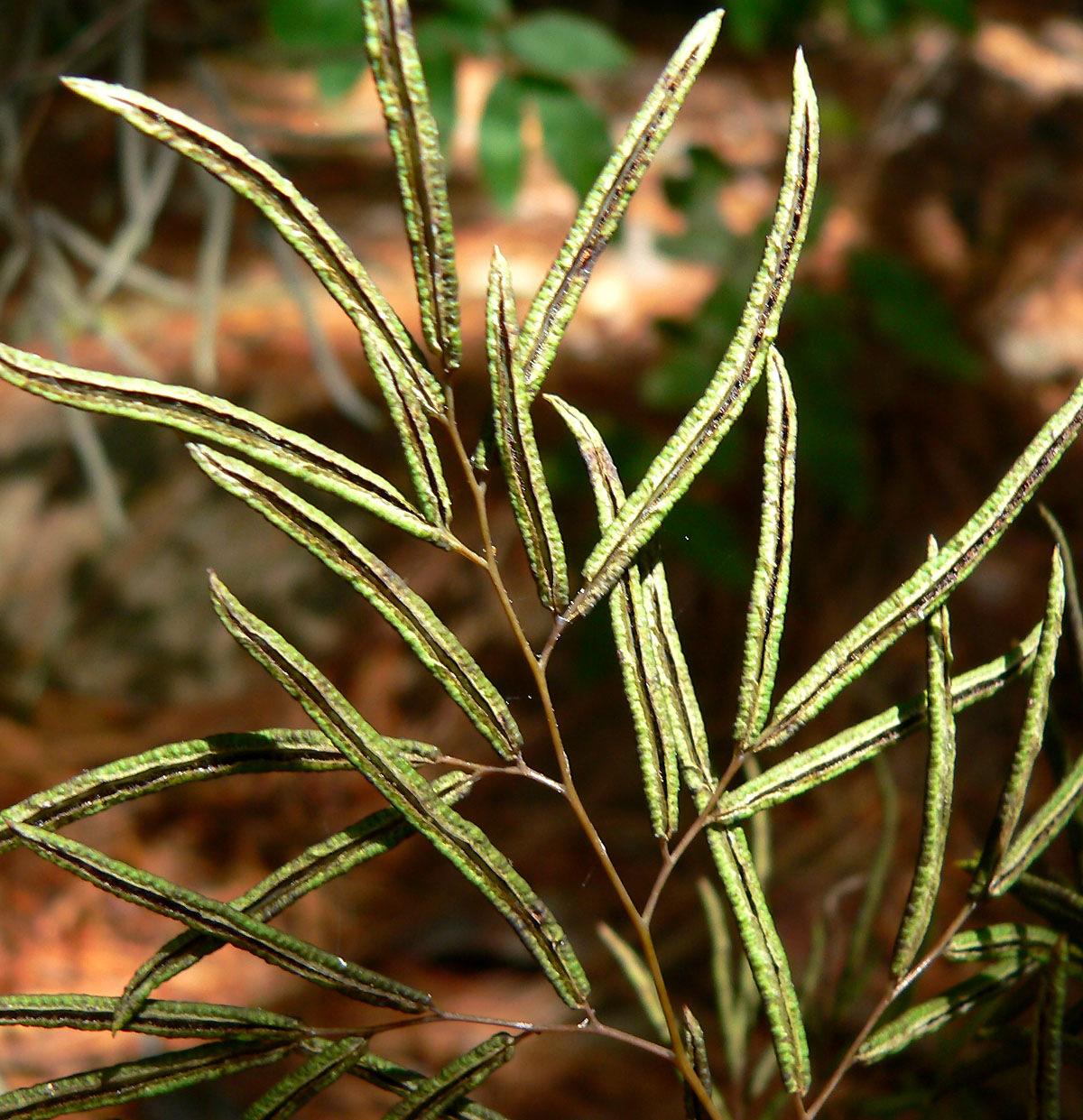